# Scotts Mills
Scotts Mills – miasto w Stanach Zjednoczonych, w stanie Oregon, w hrabstwie Marion.